# 컨솔리데이티드 XB-41 리버레이터

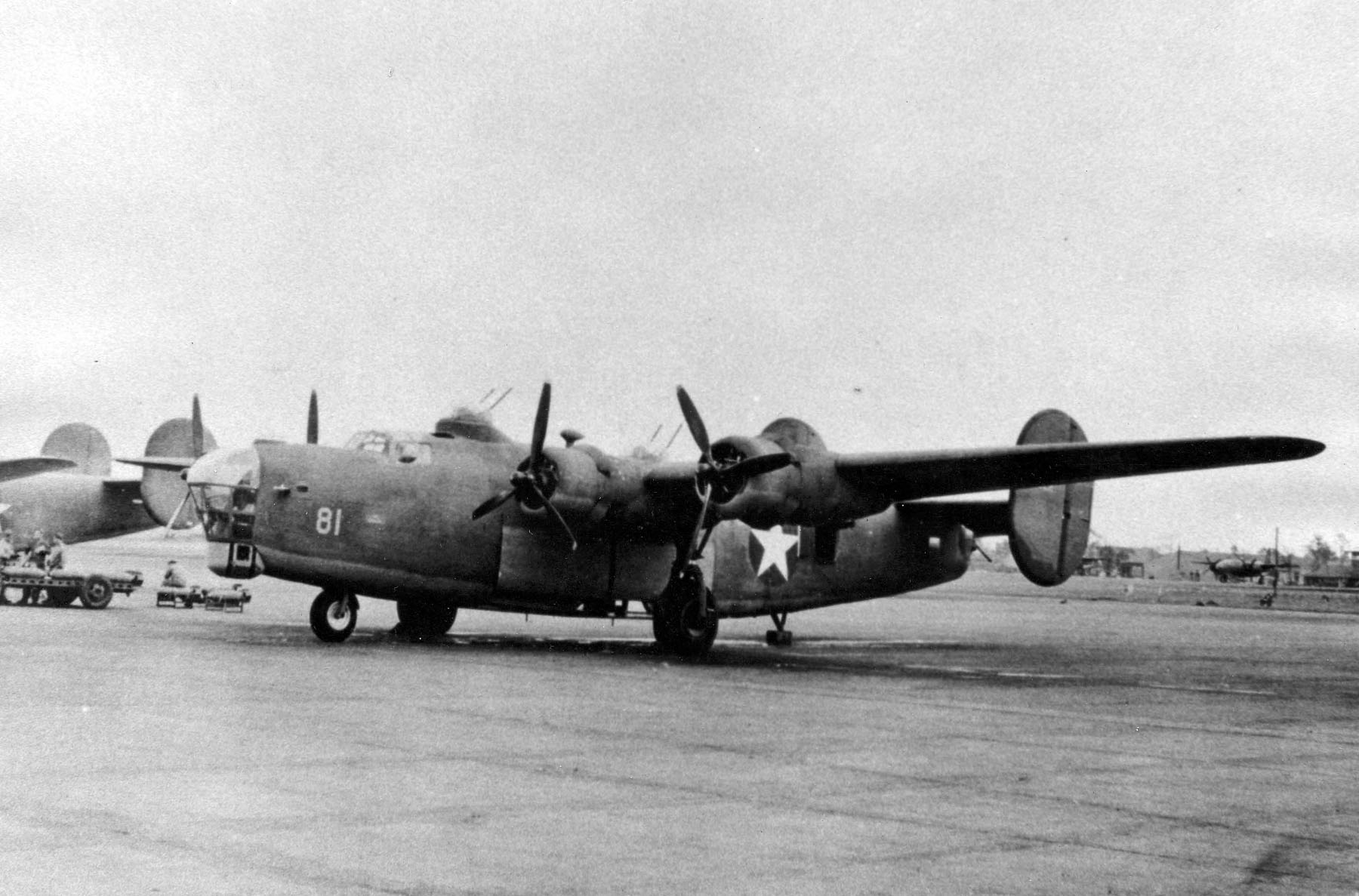

컨살러데이티드 XB-41 리버레이터(Consolidated XB-41 Liberator)는 단일 컨살러데이티드 B-24D 리버레이터 폭격기(시리얼 번호 41-11822)로, 제2차 세계 대전 중 유럽 상공에서 미 제8공군 폭격 임무를 위한 장거리 호위 역할을 위해 개조되었다.

## 설계 및 개발
USAAF가 유럽에서 전략 폭격을 시작했을 때 폭격기를 먼 목표까지 호위할 수 있는 전투기가 없었다. 폭격기는 여러 대의 방어포를 탑재하고 상자 형태로 구성되어 상호 엄호 사격을 제공할 수 있었지만 대형에 더 많은 화력을 제공하는 데 관심이 있었다. XB-41 리버레이터에는 14개의 .50구경(12.7mm) 기관총이 장착되었다. 이는 두 번째 등쪽 포탑과 턱 아래에 원격으로 작동되는 벤딕스(Bendix) 포탑(YB-40에 장착된 것과 동일한 유형)을 표준 쌍연포 꼬리 포탑과 쌍연포 접이식 복부 볼 포탑, 그리고 쌍발 마운트 총을 각 허리 창쪽에 추가하여 달성되었다. 포트 허리 마운트는 원래 플렉시글라스(Plexiglas) 버블로 덮여 있었다. 테스트 결과, 이로 인해 심각한 광학적 왜곡이 발생하여 제거되었다.
XB-41은 12,420발의 탄약을 탑재했으며, 그 중 4,000발은 예비용으로 폭탄창에 보관되었다. 4개의 1,250hp(930kW) 프랫 앤 회트니 R-1830-43 방사형 엔진으로 구동되었다.

## 제원 (XB-41)

### 일반적 특성
- 승무원: 9명
- 길이: 20.22m(66피트 4인치)
- 날개 길이: 33.54m(110피트 0인치)
- 높이: 5.46m(17피트 11인치)
- 최대 이륙 중량: 63,000lb(28,576kg)
- 동력 장치: 4 × Pratt & Whitney R-1830-43 방사형 엔진, 각각 1,250hp(934kW)

### 성능
- 최대 속도: 289mph(465km/h, 251kn)
- 범위: 4,989km, 2,700nmi(3,100마일)
- 서비스 천장: 8,689m(28,500피트)

### 군사
- 총: 14× .50인치(12.7mm) M2 브라우닝 기관총

## 같이 보기
- 컨살러데이티드 B-24 리버레이터